# Université technologique de Sydney
L’université de technologie de Sydney (UTS) est une université située à Sydney, en Nouvelle-Galles du Sud, en Australie.

## Historique
L'université a été créée dans sa forme actuelle en 1988, mais ses origines remontent aux années 1870. L'UTS a la particularité d'être la seule université à avoir son campus principal au centre-ville de Sydney. 
Elle fait partie de l'Australian Technology Network et se classe au cinquième rang des universités de Sydney pour son nombre d'étudiants. Elle a été classée au 234e rang dans le Top 500 mondial des universités par The Times Higher Education Supplement en 2008 et fut l'une des deux universités australiennes à avoir reçu un avis A1 dans toutes les disciplines importantes en 2007 et 2008 par le ministère de l'Éducation du gouvernement fédéral.